# Stoj
Stoj, także: Stij, Stohy (ukr. Стой, Stoj lub Стій, Stij) – najwyższy szczyt Połoniny Borżawskiej, mierzący 1677 m n.p.m. Znajduje się w południowej części masywu, w granicach obwodu zakarpackiego.